# 데커 타워스

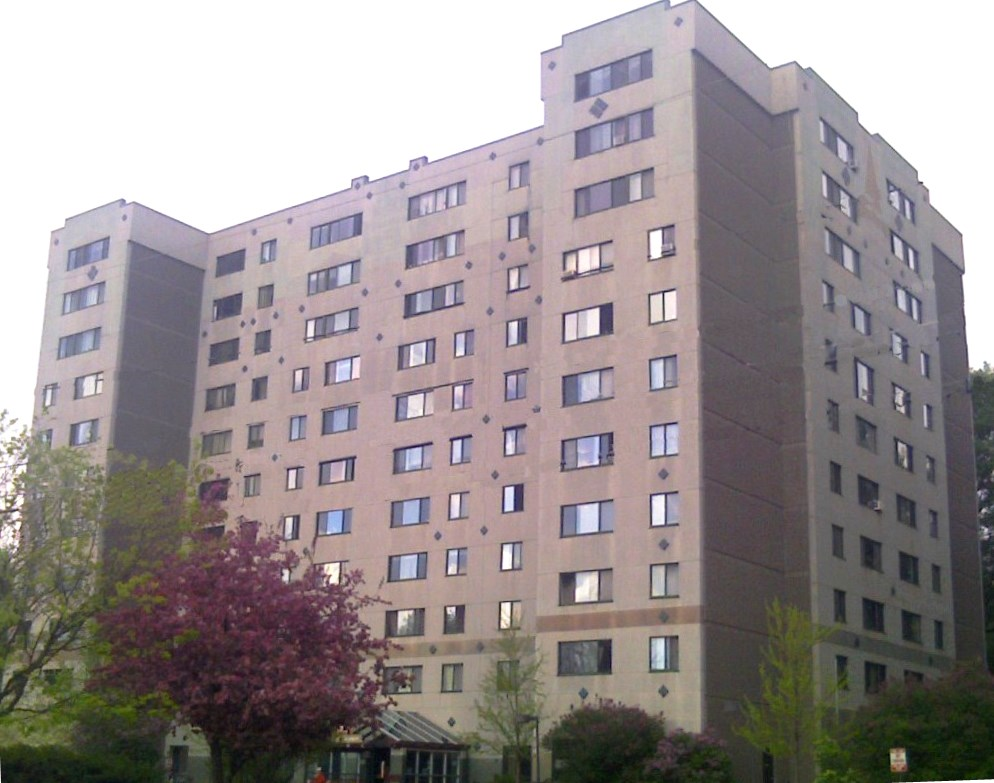
데커 타워스

데커 타워스(Decker Towers)는 미국 버몬트주 벌링턴 세인트폴 스트리트 230번지에 있는 11층 아파트 건물이다. 높이는 38m로 버몬트주 최고층인데 미국의 주(state)별 최고층 건물들 중 가장 낮다. 1971년 피자갈리 건축사가 세우고 도시 주택 당국이 소유, 관리한다.

## 흡연 정책
데커 타워스는 2010년 2월 17일 부주의한 흡연으로 인해 화재가 발생한 후 동년 11월 1일부터 금연구역이 됐으며 이 정책은 미국 주택도시개발부의 후원을 받았다.